# Michał Potocki (ur. 1984)
Michał Wojciech Potocki (ur. 23 sierpnia 1984 w Warszawie) – polski dziennikarz związany z „Dziennikiem Gazetą Prawną”.

## Życiorys
Absolwent IV Liceum Ogólnokształcącego im. Adama Mickiewicza w Warszawie. Ukończył studia w Instytucie Stosunków Międzynarodowych Uniwersytetu Warszawskiego (jest członkiem Stowarzyszenia Absolwentów ISM UW). Prowadził rubrykę „Kronika Wyborcza” na portalu e-Polityka.pl. Od 2008 pracuje w „Dzienniku” (po połączeniu w 2009 z „Gazetą Prawną” tytuł ukazuje się jako „Dziennik Gazeta Prawna”), gdzie kieruje działem Opinie. Publikuje materiały dotyczące państw dawnego ZSRR, w szczególności Białorusi i Ukrainy. Współpracuje także z czasopismem „Nowa Europa Wschodnia”. Od 2020 wykładowca na podyplomowych Studiach Wschodnich na Uniwersytecie Warszawskim.
Wraz ze Zbigniewem Parafianowiczem (także dziennikarzem „Dziennika Gazety Prawnej”) napisał dwie książki: Wilki żyją poza prawem. Jak Janukowycz przegrał Ukrainę (2015) oraz Kryształowy fortepian. Zdrady i zwycięstwa Petra Poroszenki (2016). W sierpniu 2017 zapoczątkowali cykl artykułów nagłaśniających i opisujących działalność tzw. grupy Ładosia.
Od października 2017 razem z Karoliną Bacą-Pogorzelską współautor serii publikacji o eksporcie ukraińskiego antracytu przez separatystów z Donbasu do Polski i innych państw Unii Europejskiej. 8 kwietnia 2020 ukazała się ich książka Czarne złoto. Wojny o węgiel z Donbasu. 9 sierpnia 2021 nakładem Wydawnictwa Adam Marszałek wyszła książka Partyzanci. Dziennikarze na celowniku Łukaszenki pod redakcją Arlety Bojke i Potockiego, w której 29 polskich dziennikarzy opisało historie represjonowanych pracowników mediów z Białorusi. Przetłumaczono ją na język angielski.

## Nagrody
Jest laureatem pierwszej nagrody w międzynarodowym konkursie dziennikarskim Belarus in Focus 2012. Za książkę Wilki żyją poza prawem… w 2016 wraz z Parafianowiczem byli nominowani do Nagrody im. Ryszarda Kapuścińskiego za reportaż literacki, a za książkę Czarne złoto… w 2020 wraz z Bacą-Pogorzelską otrzymali nominację do nagrody Grand Press w kategorii książka reporterska roku. 
Razem z Sylwią Czubkowską otrzymał II nagrodę w konkursie Temat: Uchodźcy zorganizowanym w 2017 przez Fundację im. Stefana Batorego i Fundację Instytut Reportażu. 
Za cykl publikacji o imporcie antracytu wydobywanego w okupowanym Donbasie otrzymał wraz z Karoliną Bacą-Pogorzelską:
- nominację do nagrody MediaTory 2018[14]
- nagrodę Grand Press 2018 w kategorii dziennikarstwo specjalistyczne[15]
- Honorowe Wyróżnienie Afery Watergate Stowarzyszenia Dziennikarzy Polskich (marzec 2019)[16]
- wyróżnienie VIII Ogólnopolskiego Konkursu Dziennikarskiego im. Krystyny Bochenek (maj 2019; wyróżnienie za artykuł „Krajobraz po (nieskończonej) bitwie” będący częścią cyklu o antracycie)[17]
- Nagrodę im. Dariusza Fikusa 2019[18]
- nominację do Nagrody Radia ZET im. Andrzeja Woyciechowskiego (październik 2019)[19]

## Książki
- Michał Potocki, Zbigniew Parafianowicz: Wilki żyją poza prawem. Jak Janukowycz przegrał Ukrainę. Wołowiec: Wydawnictwo Czarne, 2015. ISBN 978-83-8049-065-9. Brak numerów stron w książce
- Michał Potocki, Zbigniew Parafianowicz: Kryształowy fortepian. Zdrady i zwycięstwa Petra Poroszenki. Wołowiec: Wydawnictwo Czarne, 2016. ISBN 978-83-8049-379-7. Brak numerów stron w książce
- Michał Potocki, Karolina Baca-Pogorzelska: Czarne złoto. Wojny o węgiel z Donbasu. Wołowiec: Wydawnictwo Czarne, 2020. ISBN 978-83-8049-996-6. Brak numerów stron w książce
- Michał Potocki, Arleta Bojke: Partyzanci. Dziennikarze na celowniku Łukaszenki. Toruń: Wydawnictwo Adam Marszałek, 2021. ISBN 978-83-8180-488-2. Brak numerów stron w książce
- Michał Potocki, Arleta Bojke: Partisans: Journalists in Łukašenka's Line of Fire. Toruń: Wydawnictwo Adam Marszałek, 2022. ISBN 978-83-6597-102-9. Brak numerów stron w książce